# Ialtxikàievo
Ialtxikàievo (en rus: Ялчикаево) és un poble de Baixkíria, a Rússia, que en el cens del 2010 tenia 386 habitants. Pertany al districte de Iermolàievo.